# کورمی (داغستان)
کورمی (به لاتین: Kurmi) یک منطقهٔ مسکونی در روسیه است که در داغستان واقع شده‌است.